# Sibawayhi
Abū Bishr ʿAmr ibn ʿUthmān ibn Qanbar al-Baṣrī, noto anche con lo pseudonimo di Sībawayh o Sībawayhi (in arabo أبو بشر عمرو بن عثمان بن قنبر البصري‎?; Bayḍāʾ (Shīrāz), c. 765 – Bayḍāʾ (Shīrāz), 793), è stato un grammatico, filosofo e arabista persiano musulmano.

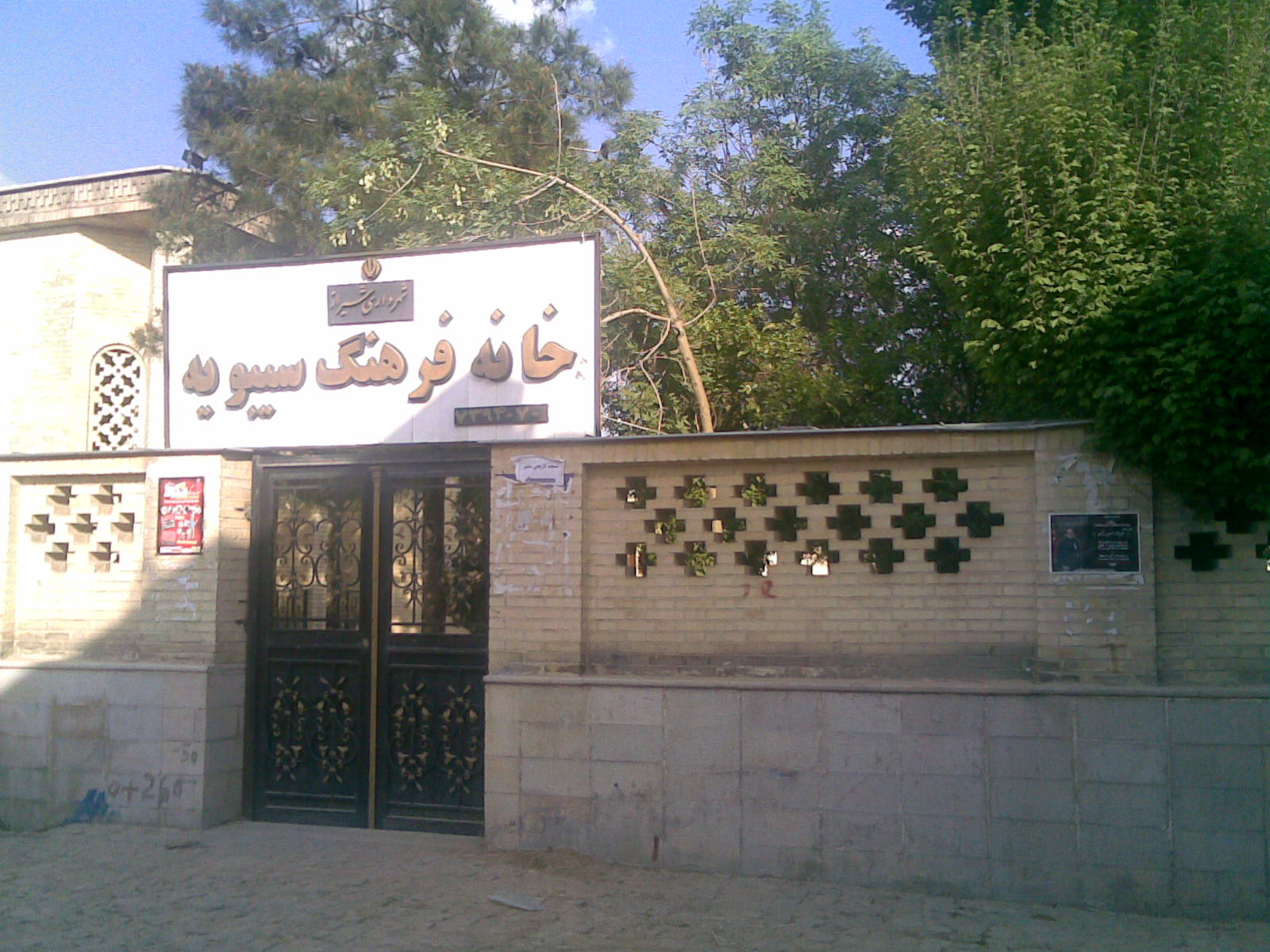
Ingresso della tomba di Sibawayh a Shīrāz

Grammatico e filosofo persiano musulmano, Sībawayh fu la personalità di maggiore spicco scientifico della Scuola di grammatici di Basra e il pionieristico autore di un fondamentale testo di linguistica araba, l'al-Kitāb, ossia "Il libro", in 5 volumi, che costituisce un'autentica enciclopedia della grammatica della lingua araba.
Ibn Qutayba, la prima fonte esistente, nella sua opera biografica, scrive sotto la voce «Sībawayhi»:
I biografi Ibn al-Nadīm, del X secolo, e Ibn Khallikān, del XIII secolo, riconoscono gli essenziali contributi di Sībawayh alla scienza del linguaggio (i.e. la lingua araba e la linguistica), mai superati prima e dopo di lui. Fu definito il più grande di tutti i linguisti arabi e uno dei più grandi linguisti in assoluto, di ogni luogo e di ogni tempo.

## Biografia
Nato verso il 760, Sībawayh era originario di Hamadan nella Persia occidentale. Giunse dapprima a Bassora, poi si recò a Baghdad e infine tornò a Shīrāz, in Fārs, dove morì giovanissimo tra il 793 e il 796.
Il suo soprannome (laqab) persiano Sibuyah (arabizzato in Sībawayh) - "odore di mele - viene dai più riferito al suo "alito profumato".  Protetto dei Banu Harith b. Kaʿb b. ʿAmr b. ʿUlah b. Khālid b. Mālik b. Udad, Imparò i dialetti arabi da Abū l-Khaṭṭāb al-Akhfash al-Akbar (il Vecchio) e da altri. Quando aveva 32 anni si recò in Iraq ai tempi del califfo abbaside Hārūn al-Rashīd e morì in Persia quando ne aveva poco più di 40.
Fu allievo di due eminenti grammatici, Yūnus ibn Ḥabīb e al-Khalīl ibn Aḥmad al-Farāhīdī, col secondo dei quali contrasse grandi debiti di gratitudine.
Dei suoi diciannove maestri solo sette possono essere identificati: (1) ʿAbd Allāh b. Abī Isḥāq [su cui si veda F. Sezgin, Geschichte des Arabischen Schrifttums, IX, 36-37], m. nel 735 o nel 745; (2) ʿĪsā b. ʿUmar [GAS, ix, 37-39], m. nel 766; (3) Abū ʿAmr b. al-ʿAlāʾ, m. nel 771 (GAS, ix, 40-42); (4) Hārūn al-Qāriʾ (GAS, ix, 43-44), m. nel 786; (5) Abū l-Khaṭṭāb al-Akhfash [GAS, ix, 48-49], m. nel 773-4; (6) Yūnus b. Ḥabīb (GAS, viii, 57-58; ix, 49-50) m. nel 799-800; (7) al-Khalīl b. Aḥmad [GAS, viii, 51-56, ix, 44-48], morto non oltre il 791-2.

## Polemiche
Malgrado i suoi notevoli studi, la caratteristica di essere parlante non-nativo della lingua araba di Sībawayh è il tema centrale di numerosi aneddoti biografici. Tali resoconti gettano un'utile luce sui primi dibattiti che hanno influenzato la formulazione della fondamentale grammatica araba di base.

## Retaggio

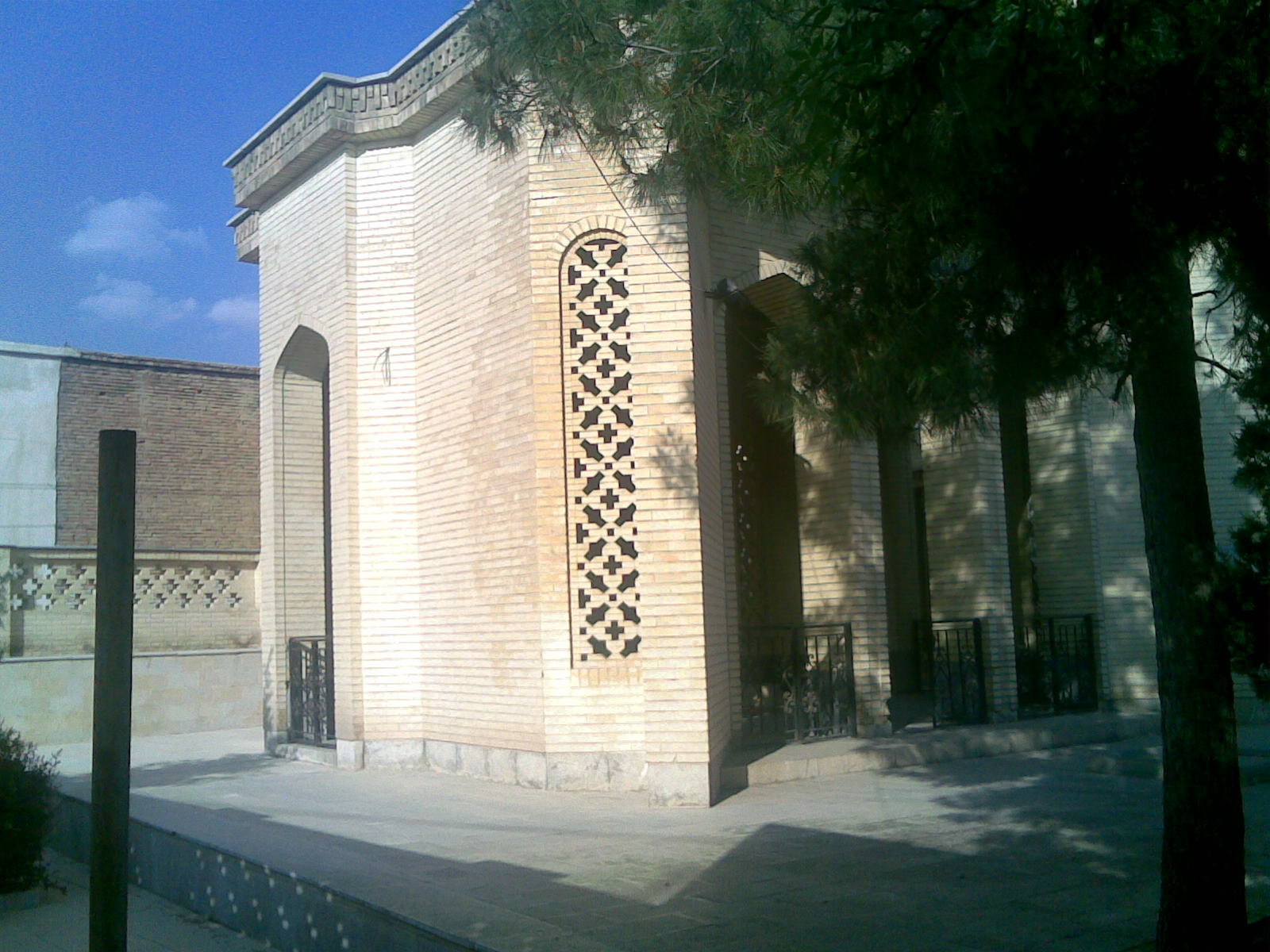
Tomba di Sībawayh a Shīrāz.

La Grammatica di arabo di Sībawayh fu formalmente il primo testo grammaticale che si occupò di analisi logica dell'arabo, scritto da un Arabo non-nativo, ossia da un non-Arabo quanto a origine. La sua applicazione della logica al meccanismo strutturale del linguaggio era del tutto innovativa per il suo tempo. Tanto Sībawayh quanto il suo Maestro al-Farāhīdī furono storicamente le prime e più autorevoli personalità riguardo alla registrazione formale della lingua araba. Buona parte dello slancio per realizzare un simile impegno provenne dal desiderio dei musulmani non-arabi di fruire di una corretta interpretazione del Corano e dei benefici derivanti dall'opera dei tafsir (esegesi coranica). Il linguaggio non prosastico del Corano presenta infatti sfide interpretative e linguistiche di non piccolo conto, anche per gli arabofoni, e tutti i successivi studiosi della grammatica araba dovettero confrontarsi con il pionieristico lavoro scientifico di Sībawayh.

### Trasmissione testuale dell'al-Kitāb
Ibn al-Nadīm afferma di aver visto note sulla grammatica e la lingua araba nell'opera manoscritta di Sībawayh nella ricca biblioteca di Muḥammad ibn al-Ḥusayn (Abu Ba'ra), nella città di al-Ḥadītha, forse un centro nei pressi di Mossul, o di un'altra cittadine sul fiume Eufrate.  Il Libro stesso comprende diversi volumi e fu il risultato dell'impegno collettivo di quarantadue grammatici.
Malgrado però Sībawayh fosse tra tali autori, i principi e i soggetti del lavoro furono quelli del suo Maestro, al-Khalīl ibn Aḥmad al-Farāhīdī, anche se il libro è ricordato unanimemente col suo titolo di al-Kitāb al-Sībawayh (Il libro di Sībawayh), qualificato da Ibn al-Nadīm come "senza uguali prima del suo tempo e inarrivabile dopo". al-Farāhīdī realizzò anche molti altri lavori di grande rilievo filologico, incluso il famoso dizionario "Kitāb al-ʿAyn", lessicografico, sulla puntuazione diacritica, sul metro poetico (ʿarūḍ), sulla crittografia e altro, ma il libro di Sībawayh viene ricordato ancora da molti come la prima grammatica araba e forse il primo libro in prosa in lingua araba.
Sebbene si dice che Sībawayh e Abū ʿAmr ibn al-ʿAlāʾ non si fossero mai incontrati, Sībawayh cita Abū ʿAmr 57 volte nel suo Kitāb, per lo più tramite la trasmissione garantitagli da Ibn Ḥabīb e al-Farāhīdī. Si sostiene che Sībawayh avesse studiato sotto Hārūn ibn Mūsā, sebbene questi sia citato da lui solo cinque volte.

#### Grammatici di Baṣra
Ibn al-Nadīm ricorda che non ci fu nessuno di noto ad aver studiato l'al-Kitāb sotto la guida di Sībawayh.
Al momento della sua precoce morte, il collaboratore ed erede morale di Sibawayh, Abū l-Ḥasan al-Akhfash al-Akbar, o al-Akhfash al-Mujāshī (m. 793), un dotto grammatico di Baṣra dei Banu Mujashi ibn Darīm, trascrisse il Kitāb di Sībawayh in forma di manoscritto. Al-Akhfash studiò il Kitāb con un gruppo di grammatici, tra cui Abū ʿUmar al-Jarmī e Abū ʿUthmān al-Māzinī.  Tali studiosi e grammatici riuniti furono responsabili della circolazione dell'opera di Sībawayh e svilupparono la scienza grammaticale, scrivendo numerosi loro libri. Al-Jarmī scrisse un (Commentario su) L'originale in Sībawayh. La generazione successiva di grammatici comprende al-Mubarrad (m. 285/898), che sviluppò il lavoro dei suoi maestri.  Tra i suoi scritti figurano l'Introduzione a Sībawayh, Ricerca approfondita (o significato) del "Libro" di Sībawayh e Refutazione di Sībawayh. Al-Mubarrad è ricordato per aver posto la domanda che rivolgeva a chiunque si fosse apprestato a leggere il Libro:
"Hai cavalcato attraverso la grammatica, apprezzandone la vastità e misurandoti con le difficoltà dei suoi contenuti?"
Al-Mabrimān di al-ʿAskar, Mukram e Abū Hāshim discussero a proposito dell'approccio educativo del Libro di Sībawayh. Tra i libri di grammatica di al-Mabrimān figurava un'incompleta "Spiegazione del Libro di Sībawayh". al-Sārī al-Zajjāj, pupillo di al-Mubarrad e tutore dei figli del califfo abbaside al-Muʿtaḍid bi-llāh, scrisse al-Īḍāḥ, un "Commentario dei versi di Sībawayh". Ibn Durustuyah, associato agli studi del suo Maestro al-Mubarrad and, e Thaʿlab scrisse "Il trionfo di Sībawayh su tutti i grammatici", articolato in numerose sezioni, peraltro rimaste in parte non completate. Al-Rummani Scrisse anch'egli un "Commentario su Sībawayh" e Al-Maraghi, pupillo di al-Zajjāj, scrisse una "Esposizione e interpretazione degli Argomenti di Sībawayh".

#### Formato
Il Kitāb si articola su 5 volumi, tanto da essere una vasta e analitica enciclopedia della grammatica araba, per lo più non tradotta in alcuna lingua occidentale. La sua vastità indusse i grammatici più tardi a sintetizzare l'opera in una forma semplice e descrittiva per un pubblico più ampio di lettori e studenti, maggiormente in grado di destreggiarsi tra sintassi morfologia e fonetica, grazie a un'appendice del Libro. Ogni capitolo introduce uno specifico concetto, con un'acconcia definizione. I verbi arabi possono indicare tre tempi (passato, presente, futuro), riassumibili in due forme, definite "compiute" e "incompiute" (presente e futuro.
Sībawayh normalmente illustra i suoi concetti e le regole citando versi poetici, per lo più preislamici di poeti beduini e talora della prima poesia omayyade.
Per quanto sia un libro di grammatica, Sībawayh sestese il suo interesse alla fonologia araba, alla pronuncia standard dell'alfabeto arabo e alle sue varianti, occupandosi anche della moralità del discorso, in quanto scaturente dal comportamento etico umano. Molti linguisti apprezzarono grandemente l'al-Kitāb tra cui Abu Hayyan al-Gharnati, il primo grammatico della sua era ad aver imparato a memoria quel testo.

## Edizioni
1. Le livre de Sibawaihi, ed. Hartwig Derenbourg, Parigi, 1881-9, rist. Hildesheim 1970.
2. Kitāb Sībawayhi, ed. Kabir-Uddin Ahmed Khan Bahadur, Calcutta, 1887.
3. Kitāb Sībawayhi, Būlāq 1898-1900, rist. Baghdad, [1965].
4. Kitāb Sībawayhi, ed. ʿAbd al-Salām Muḥammad Hārūn, 5 voll., Il Cairo, 1968-77, 2ª ed. 1977.
5. Gustav Jahn, Sîbawaihi’s Buck über die Grammatik, übersetzt und erklärt, Berlino, 1895-1900, rist. Hildesheim, 1969.